# DKW SS 250

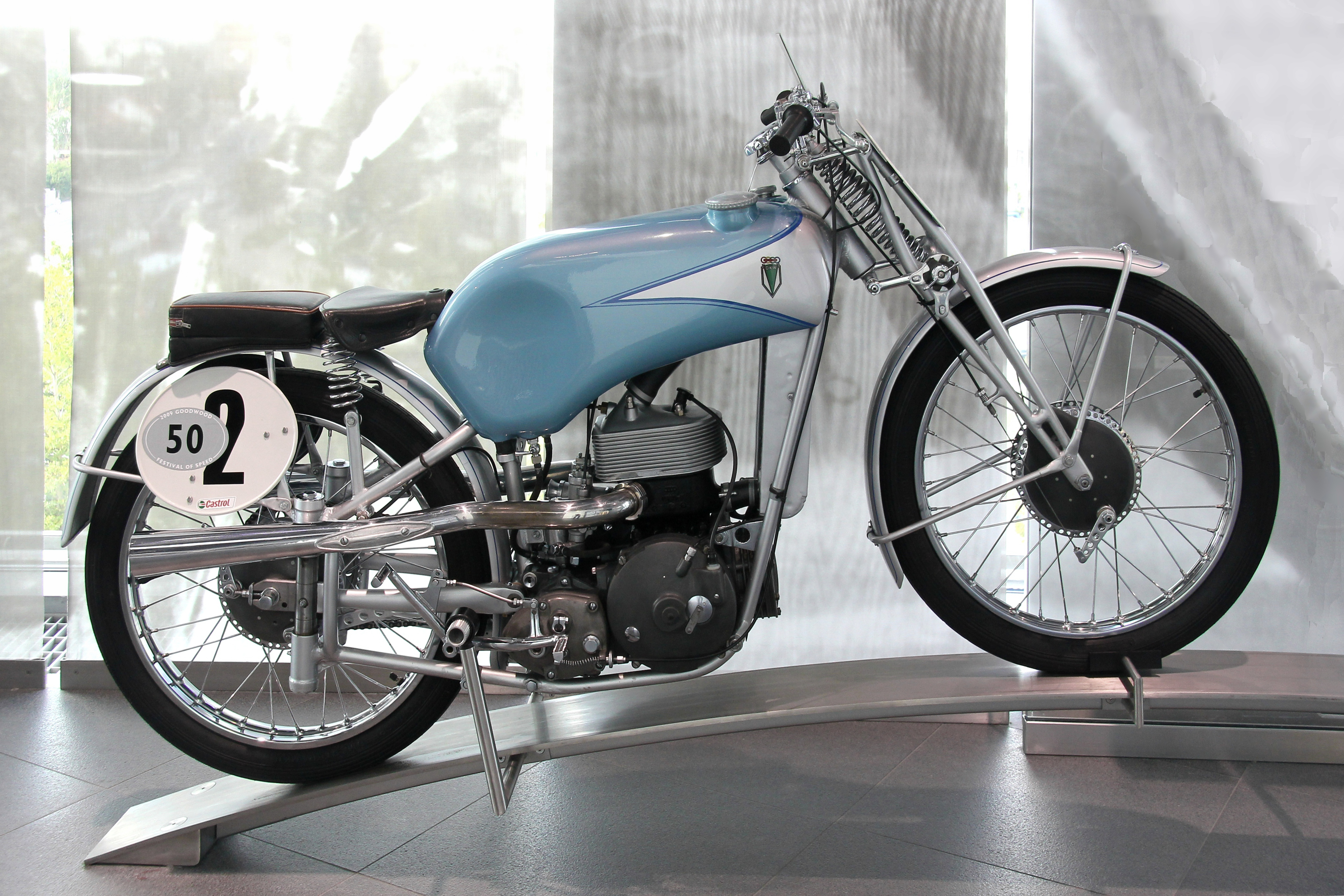
DKW SS 250 von 1938 im museum mobile in Ingolstadt

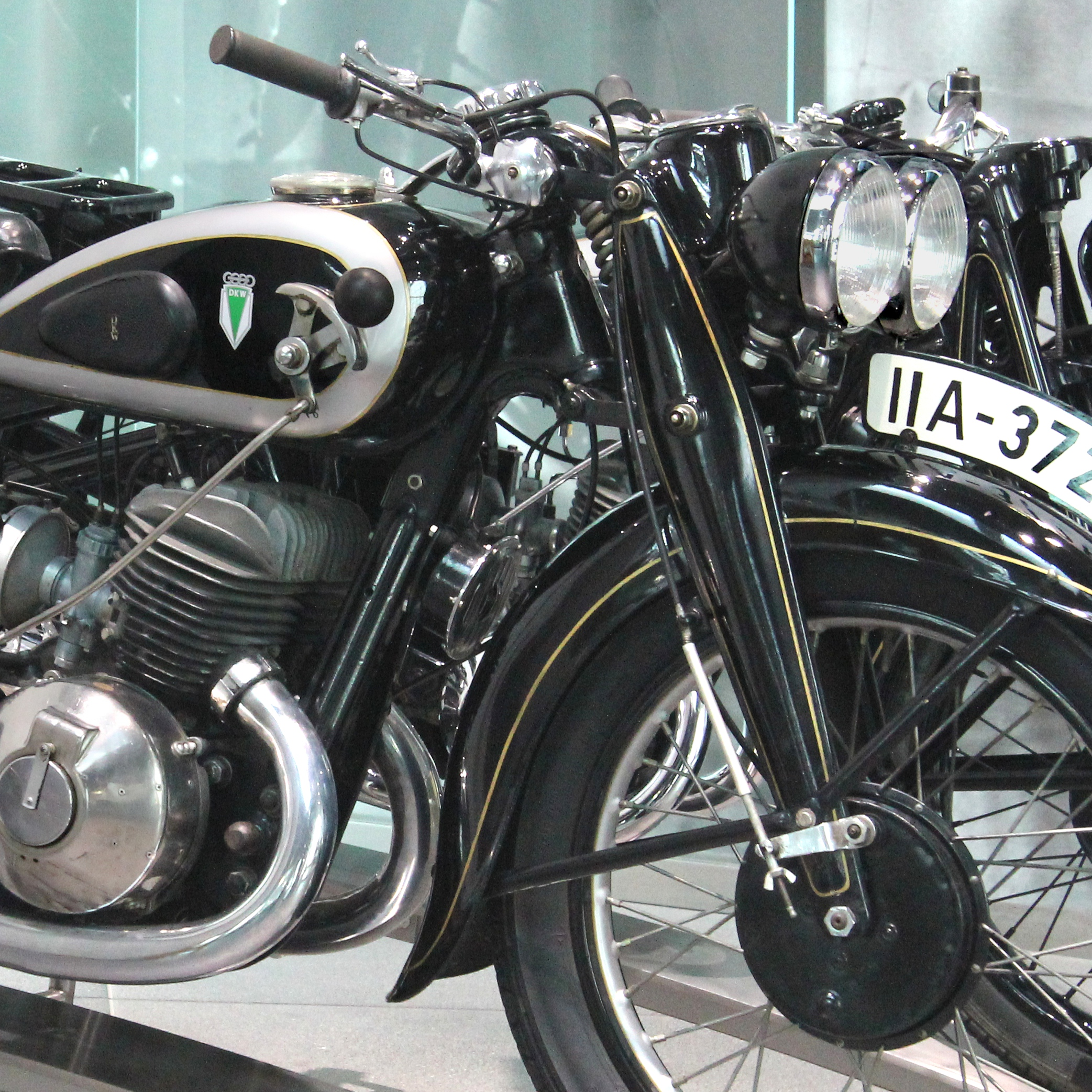
Trapezgabel der DKW SB 500, wie sie auch die erste SS 250 hatte

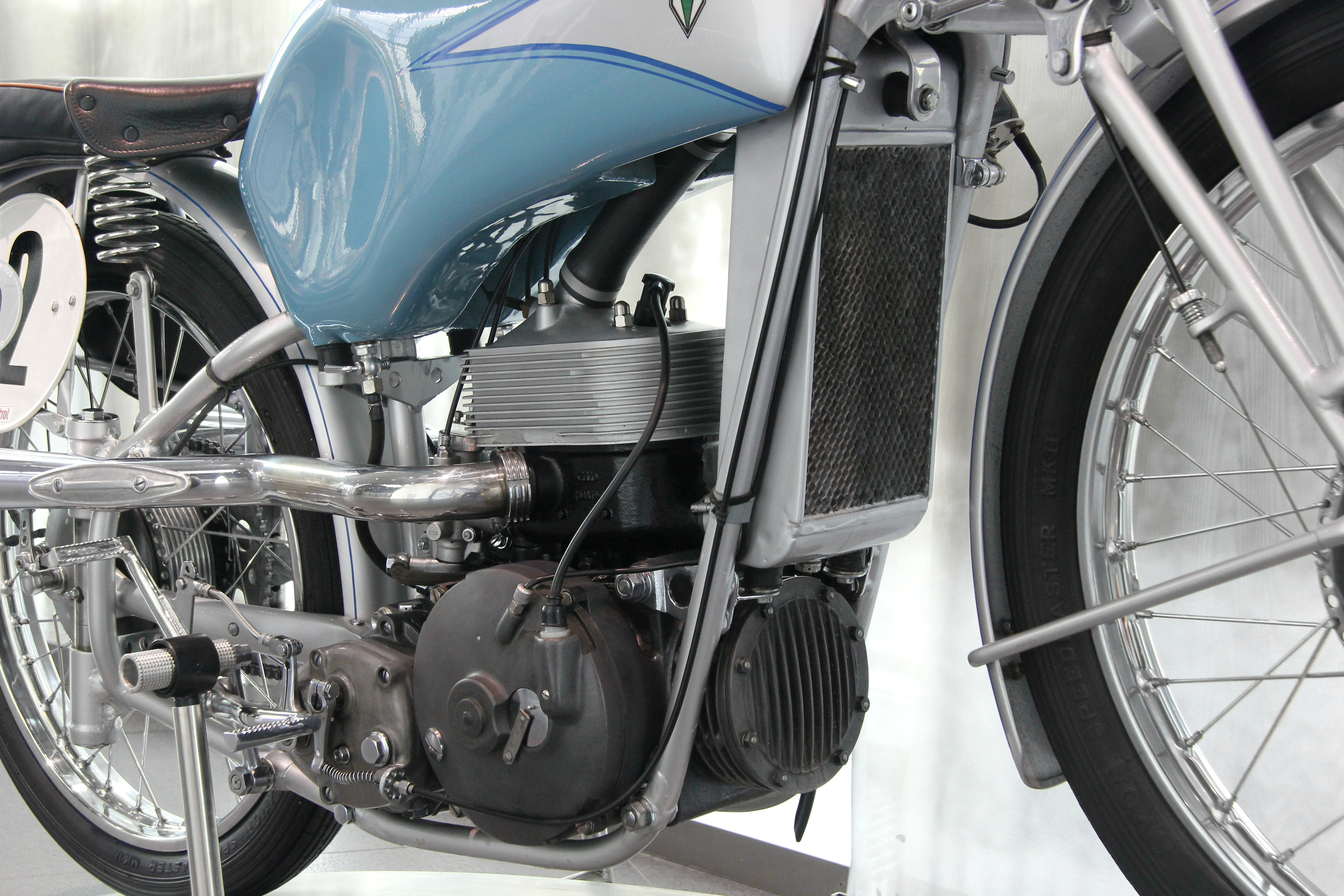
Kühler und Motor der SS 250, vor dem Motor die Ladepumpe

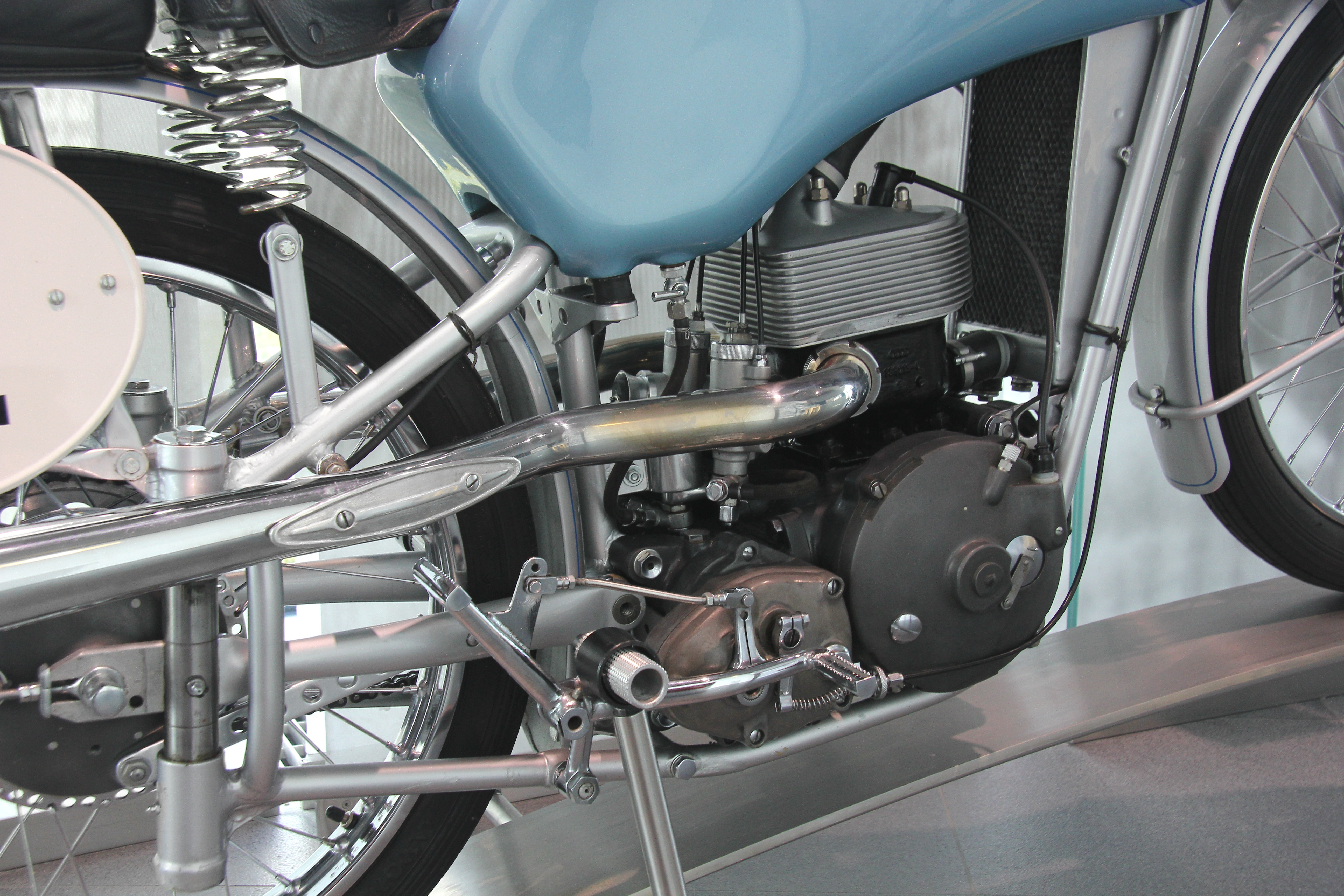
Motor, Getriebe und Hinterradschwinge

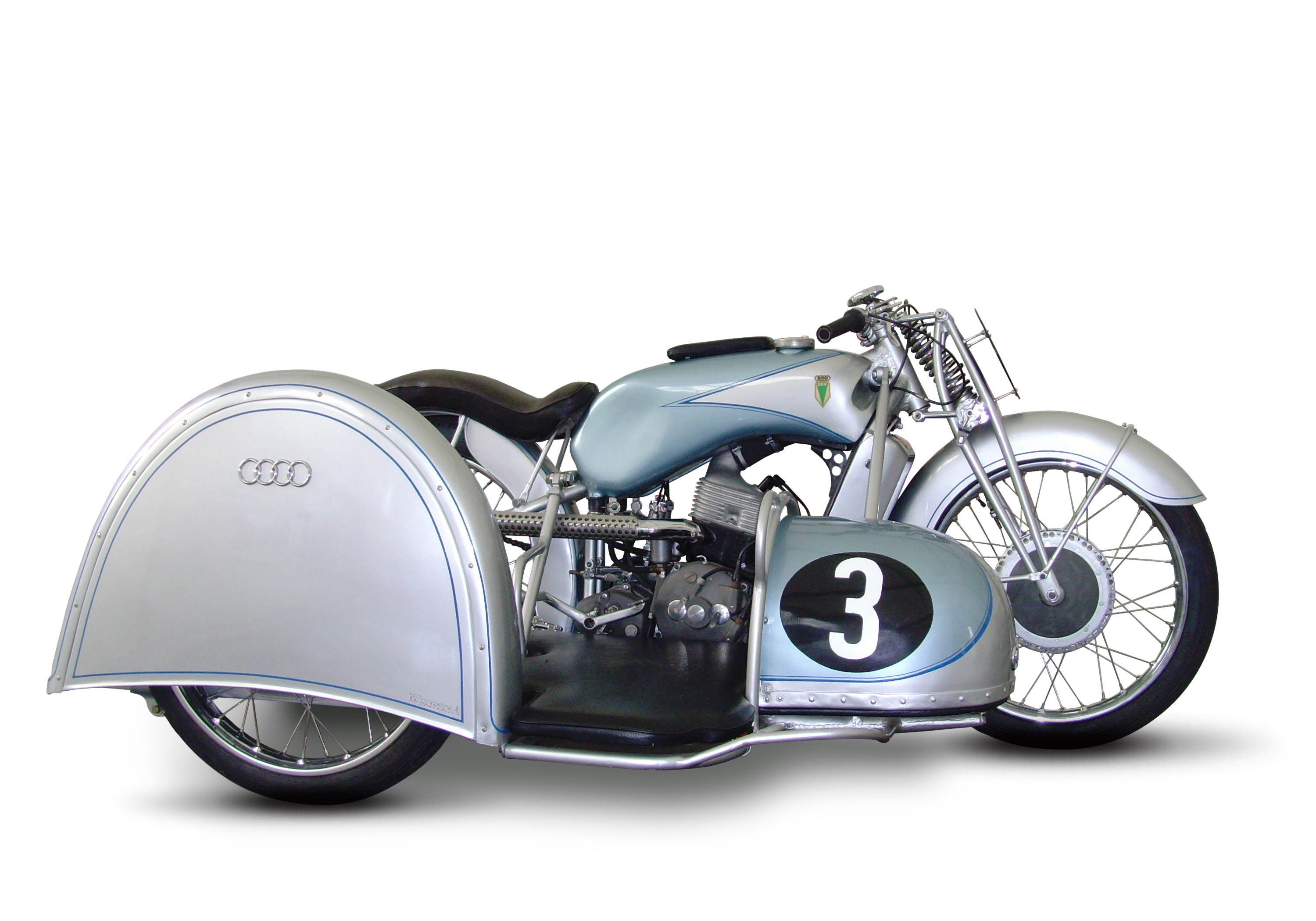
Eine SS 250 als Motorradgespann im historischen Motorsport (2008)

Die DKW SS 250 (SS = Supersport) war ein Motorradmodell, das die Auto Union AG im DKW-Stammwerk Zschopau von 1935 bis 1939 baute und vom sportlichen Tourenmotorrad oder „Sporttourer“ zur Rennmaschine für Privatfahrer weiterentwickelte. Diese „Production racer“, wie sie später wahrscheinlich genannt worden wären, hatten einen wassergekühlten Einzylinder-Zweitaktmotor mit Doppelkolben und Ladepumpe; Hubraum 250 cm³. Mit einem Nachrüstsatz wurde sie geländetauglich. Arthur Geiss, Ewald Kluge und Walfried Winkler gewannen 1935 den Silbervasen-Wettbewerb der Internationalen Sechstagefahrt in Oberstdorf auf umgerüsteten SS 250. Etwa 200 DKW SS 250 wurden insgesamt hergestellt und zu einem Preis von etwa 2.000,00 RM verkauft.

## Modellgeschichte und Technik

### Baujahre 1935 bis 1937
Der Motor der ersten DKW SS 250 mit Leichtmetallzylinderkopf, vorn angebrachter Ladepumpe und zwei Vergasern zwischen den hinten am Zylinder angesetzten Auspuffrohren leistete 20 PS (15 kW) bei 4800/min. Das war ungefähr die doppelte Leistung der damaligen Tourenmotorräder mit einem Hubraum von 250 cm³. Zu Beginn der Bauzeit hatte die SS 250 ein Dreiganggetriebe. Geschaltet wurde wahlweise mit einem in Kulisse geführten Handschalthebel rechts am Tank oder mit einer Fußschaltwippe. Der Pressstahl-Profilrahmen und die Trapezgabel mit geschlossenen Scheiden entsprachen denen des Serienmodells SB 500. Eine Hinterradfederung gab es noch nicht.
Auch 1936 wurde die SS 250 zunächst noch mit dem Pressstahl-Profilrahmen geliefert, der jedoch im Laufe des Jahres durch einen Doppelschleifenrohrrahmen mit schmalerer Gabel ersetzt wurde. In Verbindung damit waren die Räder nicht mehr 19 Zoll, sondern 21 Zoll groß. Der bisher geteilte Kühler (Thermosiphon) wurde zwischen den vorderen Rahmenrohren eingebaut. Zylinderkopf und Wasserhaube des Zylinders waren wie bei den Werksmaschinen fortan getrennt. Die Motorleistung stieg auf etwa 22 PS bei 4800/min.
1937 wurde die SS 250 weiter den Werksmaschinen angeglichen, erhielt einen großen Tank und die Originalrenngabel aus dünnen Rohren.

### Modell 1938/39
Ende 1937 erhielt das Motorrad eine Hinterradfederung mit Schwinge nach Benelli-Bauart. Am Ende der Rahmenrohre waren fast senkrecht Führungszylinder mit den Federn angeschweißt, in denen die Endstücke der Schwingen gelagert waren. Ein Viergang-Renngetriebe mit Fußschaltung war getrennt eingebaut und nicht mehr in einen Blockmotor integriert. Der bisherige Kickstarter entfiel. In der letzten Ausführung war der Kühler nicht nach vorn geneigt, sondern senkrecht eingebaut, um den Schwerpunkt nach hinten zu verlagern. Neu waren auch die vorderen Vollnabenbremsen. Die Höchstgeschwindigkeit der ohne Benzin etwa 120 kg schweren Maschine lag bei 140 km/h.
Etliche DKW SS 250 wie auch einige der rund 22 DKW SS 350 von 1939 überdauerten den Krieg und wurden von 1947 bis 1950 wieder in Rennen gefahren.

## Technische Daten
| DKW SS 250               | DKW SS 250                                                                  |
| ------------------------ | --------------------------------------------------------------------------- |
| Motor                    | Einzylinder-Zweitakt-Doppelkolbenmotor                                      |
| Ladungswechsel           | Gleichstromspülung                                                          |
| Motoraufladung           | Kolbenladepumpe                                                             |
| Hubraum                  | 243 cm³                                                                     |
| Bohrung × Hub (2-mal)    | 47,5 × 68,5 mm (Ladepumpe: 120 × 36 mm)                                     |
| Nennleistung             | 20 PS (15 kW) bei 5000/min                                                  |
| Vergaser                 | 2 Amal 15 TT 35, hinter dem Zylinder eingebaut                              |
| Schmierung               | Zweitaktgemisch 1 : 10–15 (als Brennstoff empfohlen: Benzin-Benzol 50 : 50) |
| Zündung                  | Schwungradmagnetzündung                                                     |
| Kühlung                  | Thermosiphon                                                                |
| Getriebe                 | 4-Gang-Getriebe mit Fußschaltung (Schalthebel rechts)                       |
| Kraftübertragung         | Primärantrieb als Duplexkette in geschlossenem Leichtmetallgehäuse          |
| Rahmen                   | geschweißter Doppelschleifen-Rohrrahmen                                     |
| Länge                    | 2100 mm                                                                     |
| Radstand                 | 1350 mm                                                                     |
| Sitzhöhe                 | 720 mm                                                                      |
| Radaufhängung vorn       | Trapezgabel mit Stoß- und Lenkungsdämpfer, Lenker in Gummi gelagert         |
| Radaufhängung hinten     | Schwinge, Federn in Führungsrohren                                          |
| Leergewicht (fahrfertig) | ca. 140 kg                                                                  |
| Tankinhalt               | ca. 20 l                                                                    |